# ديفيد اتلي فيليبس
ديفيد اتلي فيليبس (بالإنجليزية: David Atlee Phillips)‏ (و. 1922 – 1988 م) هو صحفي، وجاسوس أمريكي، ولد في فورت وورث، تكساس، توفي في بيثيسدا، عن عمر يناهز 66 عاماً.

## مناصب وهيئات
أدار وكالة المخابرات المركزية.